# Oldřich Doleček

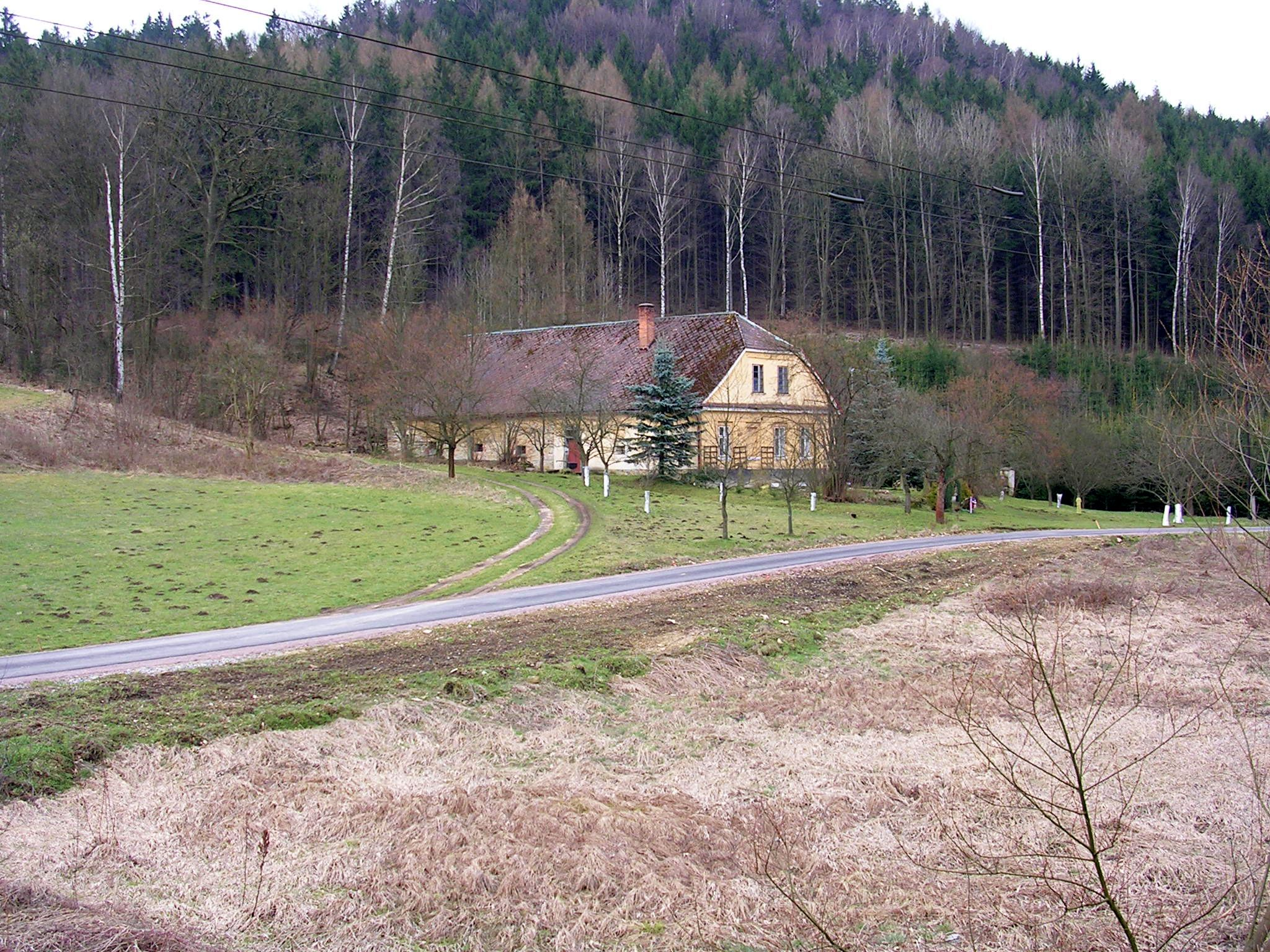
Bývalá Dolečkova hájovna (empírová stavba z 1. poloviny 19. století; dnes rekreační objekt) mezi osadami Klopoty a Luh v Orlickém Podhůří.

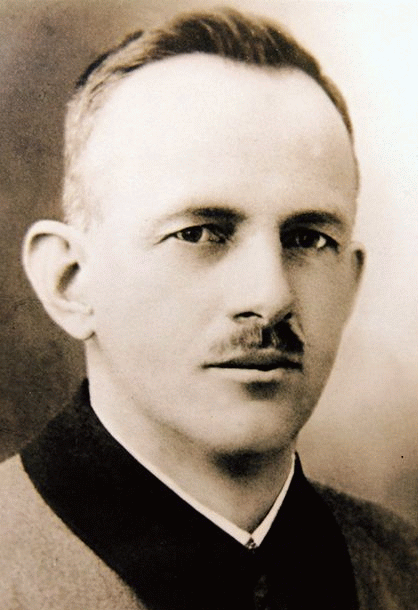
Čeněk Doleček

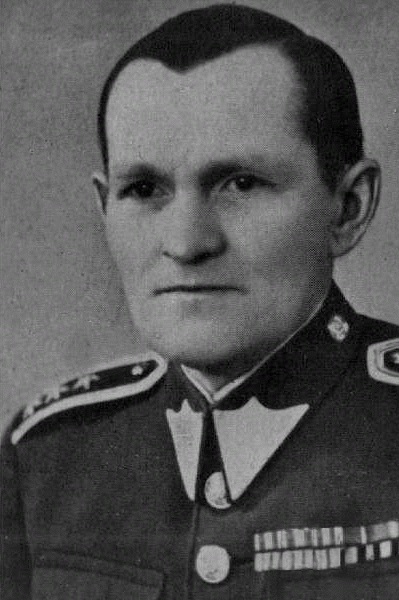
In memoriam generál Josef Svatoň

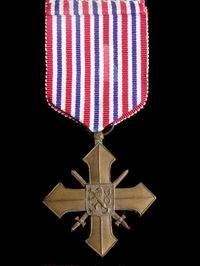
Československý válečný kříž 1939

Oldřich Doleček (23. června 1927, hájovna Kletná poblíž Litic nad Orlicí – 24. srpna 1945, Göttingen) byl (spolu se svým otcem Čeňkem Dolečkem, matkou Marií Dolečkovou a sestrou Hanou Dolečkovou) za protektorátu činný v protiněmeckém odboji. Byl zatčen gestapem 11. března 1943, podroben zostřeným vyslechům, po třech měsících deportován do Malé pevnosti v Terezíně a odtud pak v září 1943 přesunut na „převýchovu“ prací do nacistického koncentračního tábora pro mladistvé v Dolním Sasku. Zemřel tři měsíce po skončení druhé světové války, ochrnutý a slepý v důsledku předchozích nacistických lékařských pokusů, které se na vězních v táboře prováděly. Po skončení druhé světové války byl (in memoriam) vyznamenán Československým válečným křížem 1939 jako jeho vůbec nejmladší nositel.

## Životopis

### Odbojová činnost
Oldřich Doleček se narodil 23. června 1927 v hájovně Kletná poblíž Litic nad Orlicí do rodiny Čeňka Dolečka (5. dubna 1898 – 18. října 1944) a Marie Dolečkové. Jeho otec sloužil jako hajný u barona Parishe. Po záboru Sudet (po podepsání Mnichovské dohody) baron Parish rodině umožnil, aby se přestěhovala do hájovny v Luhu (v okrese Ústí nad Orlicí). (Hájovna kdysi patřila baronu Parischovi, stejně jako okolní lesy.) Hájovna se nacházela na samotě u Tiché Orlice. Místo bylo ideální pro protiněmecké aktivity, do něž se (krátce po 15. březnu 1939) zapojila celá rodina Čeňka Dolečka. Dolečkova hájovna skýtala zázemí pro ilegální odbojovou skupinu Obrany národa (ON) vedenou poručíkem Josefem Kábelem a podplukovníkem Josefem Svatoněm.  (Tato odbojová skupina spolupracovala rovněž s partyzány ze skupiny Krylov.)  Čeněk Doleček poskytoval (v různých lesních úkrytech a v zemljance, kterou vykopal v lese spolu se synem Oldřichem) spolehlivý úkryt partyzánům a osobám, které prchaly před gestapem; jeho manželka Marie Dolečková spolu s dcerou Hanou Dolečkovou sháněly pro uprchlíky potraviny, oblečení a praly jim ošacení; syn Oldřich Doleček fungoval jako nenápadná informační spojka (denně totiž absolvoval cestu z hájenky do pět kilometrů vzdálené školy a zpět).

### Výsadek Intransitive
Dne 29. dubna 1942 byla na území Protektorátu Čechy a Morava vysazena (v rámci první vlny výsadků) z Anglie (operace Intransitive) tříčlenná paradesantní skupina sestávající z nadporučíka Václava Kindla, četaře Bohuslava Grabovského a desátníka Vojtěcha Lukaštíka. Úkolem tohoto výsadku bylo poškodit rafinérii minerálních olejů v Kolíně a pak realizace dalších sabotážních a destrukčních úkolů. Václav Kindl a Bohuslav Grabovský navázali kontakt s Obranou národa a její členové jim zajistili falešné doklady a úkryt ve východních Čechách. A byl to právě Čeněk Doleček, který těmto dvěma parašutistům poskytl spolehlivý úkryt.

### Zatčení
Hromadné zatýkání členů odboje, které se uskutečnilo v předjaří roku 1943, doputovalo i na Orlicko, kde zatýkání gestapem probíhalo na různých místech (v Chocni, České Třebové, Vysokém Mýtě, Brandýse nad Orlicí, ...). Jeden bývalý poručík československé armády zostřené gestapácké výslechy spojené s mučením nevydržel a Dolečkovy prozradil. Do hájovny v Luhu vtrhlo gestapo večer 11. března 1943. Nejprve se zmocnili a následně zbili Čeňka Dolečka. Pak si počkali, až přijde domů jeho syn Oldřich Doleček, kterého rovněž zajali a taktéž surově zbili. Předpokládali, že chlapec po prvním šoku všechno vyzradí, ale nestalo se tak. Toho dne (11. března 1943) bylo na pardubické gestapo odvlečeno na čtyřicet zajištěných osob.
Stáli na dlouhé chodbě s rukama pod čelem, opřeni o zeď. Do vyšetřovny se nezavíraly dveře. Sledovali, kdo šel dovnitř, slyšeli otázky i bití, viděli, jak bezvládného člověka po výslechu odtahují. Každá rána, každý výkřik bolesti byl slyšet, ...
Zdena Špůrková (současná majitelka bývalé hájovny v Luhu), vyprávění, 

### Výslechy, věznění, odsouzení
Výslechy Oldřicha Dolečka spojené s mučením pokračovaly i dlouhé následující týdny. Byl bit býkovci s ocelovými kuličkami a rukavicemi vyztuženými plechovými pláty. Jindy ho zase donutili, aby se díval, jak týrají jeho otce a matku. Nikdo ze členů rodiny Dolečkových ale nepromluvil a tak se vlna zatýkání u nich zastavila. Po třech měsících marných pokusů o „vytěžení“ byli Dolečkovi deportováni do Malé pevnosti v Terezíně. Tady čekali na soud, který se uskutečnil na podzim roku 1943 v Drážďanech. Čeněk Doleček byl odsouzen (za odbojovou činnost a pomoc partyzánům) k trestu smrti a následně popraven stětím gilotinou dne 18. října 1944 v Drážďanech. Jeho manželka Marie Dolečková byla odsouzena k šesti letům odnětí svobody v káznici. Její dceři Haně Dolečkové byl vyměřen trest čtyři roky káznice.

### Terezín a Moringen
Oldřich Doleček byl v době soudu nezletilý a souzen v Drážďanech tudíž nebyl. Byl potrestán jako první z rodiny ještě v Terezíně. Potom byl odeslán (s označením R.U., tj. Rückkehr unerwünscht – Návrat nežádoucí) na „převýchovu“ do „Policejního tábora pro ochranu mládeže“ v Moringenu (některé prameny uvádějí název Moringen Soling nebo KT Solingen-Mohring), což byl jen jiný název pro nacistický koncentrační tábor (v Dolním Sasku) určený pro nezletilé.  V Moringenu byli vězněni mladiství (kluci a mladí muži) ve věku od třinácti do dvaceti dvou let. Zde úmorně a těžce pracovali v podzemí bez denního světla, ve třech směnách, bez oddechu, při nedostatku jídla a o hladu, bez možnosti se umýt. Za sebemenší prohřešky následovaly brutální tresty.

### Lékařské experimenty
V Moringenu (resp. v Moringen Soling či KT Solingen-Mohring) a v nedalekém Göttingenu se mnozí z vězňů stali „pokusnými morčaty“, na nichž psychiatr Dr. Robert Ritter prováděl pokusy. Těmi se snažil dokázat, že dědičné vlastnosti jsou geneticky podmíněné. Při evakuaci tábora Moringen na konci druhé světové války byla většina dokumentace zničena, ale svědectví přeživších bývalých vězňů popisovala odebírání mozkomíšního moku z páteře a zřejmě také zkoumání mozku pomocí elektrod či pokusy o transplantaci očí. („Beznadějní“ jedinci byli po příchodu do koncentračnho tábora rovnou sterilizováni.)

### Závěr životní pouti
Oldřich Doleček byl deportován do koncentračního tábora v Moringenu v září roku 1943, byl přijat Dr. Robertem Ritterem a poslán na práci do podzemní šachty v původním solném dole, kde se nacházela muniční továrna a skladiště. V Moringenu pracoval Oldřich Doleček necelé dva roky. Když vyčerpal své fyzické a psychické síly a nemohl dále pracovat, posloužil nejspíše k pokusům, neboť konce druhé světové války se dočkal ochrnutý a slepý. Dne 11. srpna 1945 byl přijat do nemocnice v Göttingenu. Zemřel osamělý po 13 dní trvající hospitalizaci v göttingenské nemocnici dne 24. srpna 1945 (dle úmrtního listu na karcinom plic, v jiném dokumentu bylo rukou připsáno, že příčinou smrti byl silně poškozený mozek). Pochován byl o pět dní později v bezejmenném hrobě (číslo 316) na hřbitově v Göttingenu.

## Dovětek první
Druhá světová válka skončila v Evropě 8. května 1945, do nemocnice v Göttingenu byl Oldřich Doleček přijat až 11. srpna 1945. Tři poslední měsíce jeho života nejsou objasněny. Marie Dolečková a její dcera Hana Dolečková byly propuštěny z koncentračního tábora Terezín v dubnu 1945. Z rozhlasového vysílání se dozvěděly, že vězeň, který se vrátil z koncentračního tábora v Moringenu, hledá příbuzné svého kamaráda a spoluvězně Oldřicha Dolečka. Od tohoto spoluvězně pak získaly informaci, že Oldřich Doleček je hospitalizován (neschopen převozu) v nemocnici v Göttingenu. Obě ženy hledaly dlouhé měsíce způsob, jak se dopravit do Göttingenu, když cesta tam vedla přes dvě okupační pásma a k jejímu vykonání byla potřeba celá řada úředních povolení. Zprávu o smrti Oldřicha Dolečka dostaly obě ženy až v prosinci roku 1946, tedy více než rok po jeho úmrtí. 

## Dovětek druhý
Německá historička a politoložka Susanne Heimová a její badatelský tým tvrdí, že zrůdné pokusy na lidech dělaly desítky nacistických lékařů, a to nejen osvětimský doktor Josef Mengele, ale například i psychiatr Dr. Robert Ritter. (Patronem těchto lékařů byl profesor Otmar von Verschuer, vedoucí Institutu císaře Viléma, předchůdce dnešního Institutu Maxe Plancka. Otmar von Verschuer byl v roce 1949 plně rehabilitován. Působil na katedře genetiky v Münsteru. V roce 1952 byl zvolen předsedou Německé antropologické asociace.) Dr. Robert Ritter nebyl za své válečné experimenty souzen a po druhé světové válce působil na psychiatrii pro mladistvé ve Frankfurtu.

## Připomínky hrdinství členů rodiny Dolečkovy
- Po druhé světové válce byli Čeněk Doleček a jeho syn Oldřich Doleček vyznamenáni (in memoriam) prezidentem republiky Československým válečným křížem 1939.[8][4]

- U objektu bývalé Dolečkovy hájovny [p 7] připomíná osudy rodiny Dolečkovy pomník (instalovaný 9. května 1959[1][8]) hajného Čeňka Dolečka a jeho syna Oldřicha Dolečka.[2][3] Na pomníku je nápis: 1938–1945 // ČENĚK / DOLEČEK / A SYN / OLDŘICH // PADLI V BOJI / PROTI FAŠISMU[3]